# الکساندر اسکشینسکی
الکساندر یوزف اسکشینسکی (لهستانی: Aleksander Józef Skrzyński؛ ۱۹ مارس ۱۸۸۲– ۲۵ سپتامبر ۱۹۳۱) یک سیاست‌مدار اهل لهستان و از نوامبر ۱۹۲۵ تا مه ۱۹۲۶ نخست‌وزیر جمهوری دوم لهستان بود. وی همپنین از دسامبر ۱۹۲۲ تا مه ۱۹۲۳ و دوباره از ژوئیه ۱۹۲۴ تا مه ۱۹۲۶ وزیر خارجه بود.